# 比佛利拜金女
比佛利拜金女（The Hills），是一部讲述一群住在美國加州洛杉磯比佛利山的年輕人所真實演出的一部影集。這部影集的主要演員勞倫·康拉德在拉古納海灘（拉古纳比奇）所拍攝。第一季在2006年5月31日首次上映，最後一季於2010年7月13日結束。.